# M128 GEMSS
M128 Ground Emplaced Mine Scattering System (GEMSS) – amerykański ustawiacz min wprowadzony na uzbrojenie US Armed Forces w 1986 roku. Jest to dwuosiowa przyczepa typu M794 na której umieszczono dwa obrotowe bębny mieszczące po 400 min przeciwpiechotnych M74, przeciwpancernych M75 lub szkolnych M79. Miny są wyrzucane z bębnów przez siłę odśrodkową i upadają w odległości 30–40 m od osi ruchu przyczepy co pozwala minować pas o szerokości 60–80 m. Gęstość minowania jest równa 1–2 miny na każde 25 m². Wyszkolona obsługa ustawia jeden ładunek min (800 szt.) w 10–15 minut, ponowne załadowanie ustawiacza minami przy pomocy specjalnego przenośnika taśmowego zajmuje do 20 minut. W czasie minowania M128 jest holowana przez samochód ciężarowy lub transporter opancerzony M113 z prędkością 3–3,5 km/h.
Wyprodukowano 69 sztuk ustawiaczy M128. Znalazły się one na wyposażeniu jednostek US Army stacjonujących w Europie. W drugiej połowie lat 90. M128 został zastąpiony przez M139 Volcano